# Lanzo d’Intelvi
Lanzo d’Intelvi (lombardul: Lanz) település Olaszországban, Lombardia régióban, Como megyében. Lakosainak száma 1480 fő (2017. január 1.).

## Népesség
A település lakossága az elmúlt években az alábbi módon változott:

| 2017 | 1 480 |